# Cv-regeling

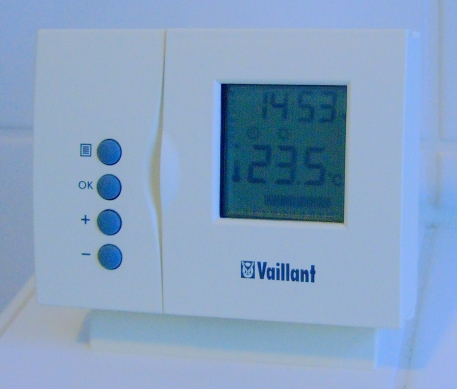
Elektronische kamerthermostaat

Een cv-regeling stuurt het verwarmingstoestel (bijvoorbeeld cv-ketel) van de centrale verwarming, zodat de woning of het gebouw tot de gewenste temperatuur verwarmd wordt.
Voor het regelen van de temperatuur in een woning of gebouw zijn verschillende regelstrategieën te gebruiken. Doorgaans zijn deze gebaseerd op ruimtetemperatuurregeling of weersafhankelijke regeling. Combinaties van beide zijn ook mogelijk.
De uitvoering van de regeling kan zeer verschillen en kan door middel van elektromechanische of elektronische regelaar, aan/uit-regelaar, regelaar zonder of met klokprogramma, modulerende of digitaal modulerende regelaar.

## Kamerthermostaat
In Nederland en België wordt de kamerthermostaat (ook wel ruimtethermostaat of ruimteregelaar of aan/uit regelaar) het meest toegepast als basis voor de temperatuurregeling van de woning. Een kamerthermostaat werkt als een schakelaar: hij schakelt het verwarmingstoestel aan of uit. Wanneer de ruimtetemperatuur hoger is dan de ingestelde temperatuur schakelt de kamerthermostaat uit en wanneer de ruimtetemperatuur onder de ingestelde temperatuur is schakelt de kamerthermostaat aan. De kamerthermostaat wordt geplaatst in de ruimte waar de gemeten temperatuur representatief is voor de hele woning, of in de ruimte waar men het meest verblijft (referentieruimte).
Kamerthermostaten zijn van oudsher elektromechanisch (bimetaal of kwikschakelaar) maar de meeste zijn volledig elektronisch.
Voordeel
- De referentieruimte wordt comfortabel verwarmd.

Nadeel
- De referentieruimte is leidend voor de overige ruimten, deze zijn afhankelijk van de temperatuur in de referentieruimte.

## Kamerthermostaat met anticipatie
Een verbetering van de kamerthermostaat is de kamerthermostaat met anticipatie. Een kamerthermostaat schakelt uit wanneer de temperatuur boven de ingestelde temperatuur is. Hiermee is de kamerthermostaat te laat, het cv-systeem bevat nog veel energie, waardoor de ruimte nog doorwarmt. Afhankelijk van het systeem kan dat oplopen tot wel ±2 °C.
Een kamerthermostaat met anticipatie voorkomt dit effect, door stroom vanuit het verwarmingstoestel te gebruiken om een element op te warmen binnenin de kamerthermostaat. Hoe langer de kamerthermostaat is ingeschakeld hoe warmer het element (warmteversneller) wordt. Door de interne opwarming schakelt de kamerthermostaat eerder uit. Vaak is het zo dat wanneer de kamertemperatuur dicht bij de ingestelde waarde komt, de thermostaat vaker aan- en uitschakelt en zo dus stapsgewijs naar de ingestelde temperatuur toe regelt. Dit resulteert in een meer gelijkmatige temperatuur met minder doorwarming (overshoot).
Kamerthermostaten met anticipatie zijn van oudsher elektromechanisch (bimetaal of kwikschakelaar) maar er zijn ook elektronische varianten.

## Naregeling
Een voorbeeld van naregeling is een radiator, uitgerust met een thermostatische radiatorafsluiter. Naregeling is geen regeling op zich maar wordt bijvoorbeeld gebruikt in combinatie met ruimteregeling of weersafhankelijke regeling. Een thermostatische radiatorafsluiter regelt de doorstroming van een radiator. Bij ruimtetemperaturen hoger dan de ingestelde temperatuur op de afsluiter sluit de afsluiter, waardoor er minder tot geen warm water in de radiator komt. Wanneer de temperatuur te laag is gaat de afsluiter weer open.
De naregeling is afhankelijk van de door het systeem aangevoerde cv-watertemperatuur. Het is niet de naregeling die het verwarmingstoestel aanstuurt. Hierdoor kan het zijn dat wanneer de thermostatische radiatorafsluiter wordt geopend de radiator niet of niet direct warm wordt.
Naregeling is noodzakelijk bij weersafhankelijk regelen. Bij ruimteregeling is het economisch naregeling te gebruiken in ruimten die anders te warm worden, bijvoorbeeld de badkamer, slaap/studeerkamers, bijkeukens etc. Naregeling wordt ook vaak gebruikt om een ruimte vorstvrij te houden (de thermostatische radiatorafsluiter heeft dan een vorstvrijstand).

## Weersafhankelijk regelen
Bij een ingeschakelde kamerthermostaat zal het verwarmingstoestel blijven verwarmen totdat het cv-water de regeltemperatuur van het verwarmingstoestel heeft bereikt, in Nederland of België doorgaans 70 °C. In het verwarmingstoestel stelt men deze temperatuur in met behulp van de toestelregelthermostaat.
Voordat er modulerende regelingen gebruikt werden, werd geadviseerd de regelthermostaat van het verwarmingstoestel in het voorjaar lager in te stellen. De woning  wordt dan met een lagere cv-watertemperatuur verwarmd. Hoe lager de ingestelde cv-watertemperatuur is, hoe minder energie er verloren gaat. In het najaar werd geadviseerd de regelthermostaat van het verwarmingstoestel weer op een hoge temperatuur te zetten, zodat de woning voldoende verwarmd wordt.
Met behulp van een buitentemperatuuropnemer kan men dit proces automatiseren. De cv-temperatuur wordt dan verlaagd bij hoge buitentemperaturen en verhoogd bij lage buitentemperaturen. Dit is de basis voor weersafhankelijk regelen.

## Weersafhankelijk regelen met stooklijn
De relatie tussen de buitentemperatuur en de gevraagde cv-temperatuur wordt weergegeven in een stooklijn. De stooklijn stelt men in afhankelijk van de ontwerpparameters van het cv-systeem.
Bij sommige verwarmingstoestellen kan men een buitentemperatuuropnemer aansluiten en de stooklijn instellen. Bij andere toestellen moet hiervoor een separate regelaar of een bijbouwbare interface tussen het toestel en de buitentemperatuuropnemer toegepast worden.
Bij weersafhankelijk regelen wordt altijd aangeraden thermostatische radiatorafsluiters toe te passen. De ruimtetemperatuur is namelijk niet alleen afhankelijk van de buitentemperatuur. Warmtebronnen (zonnestraling, personen, tv, oven, e.d.) zijn, zeker bij een goed geïsoleerde woning van grote invloed. In de praktijk stelt men de stooklijn dan ook hoger in dan doorgaans noodzakelijk, om ook op koude momenten voldoende comfort te hebben.
Een andere reden om de stooklijn hoger in te stellen is om de overgang van een lager gewenste kamertemperatuur (bijvoorbeeld 15 °C) naar een comforttemperatuur (bijvoorbeeld 20 °C) te versnellen. Bij een theoretisch perfect ingestelde stooklijn zou dit erg lang gaan duren.
Voordeel
- Door middel van de thermostatische radiatorafsluiters kan elke ruimte een eigen temperatuurinstelling krijgen.
- De overige ruimten zijn niet afhankelijk van de gemeten temperatuur in de referentieruimte.

Nadeel
- Het verwarmingstoestel staat continu klaar om de gevraagde cv-watertemperatuur te leveren, ook wanneer alle thermostatische radiatorafsluiters dichtgegaan zijn. Bij deze instelling met dichte radiatorafsluiters neemt de opvoerdruk van de cv-pomp toe waardoor er elektrische pompenergie verloren gaat.
- Het instellen van een comfortabele maar toch zuinige stooklijn is in de praktijk een langdurig iteratief proces, waarbij alle seizoenen voorbij moeten komen.

## Weersafhankelijk regelen in combinatie met kamerthermostaat
In deze combinatie schakelt de kamerthermostaat het verwarmingstoestel in op basis van de gemeten ruimtetemperatuur. Het verwarmingstoestel gaat vervolgens de cv-watertemperatuur maken, berekend aan de hand van de stooklijn.
Voordeel
- Het verwarmingstoestel schakelt daadwerkelijk uit wanneer de ruimte op temperatuur is.
- De stooklijninstelling is minder kritisch.

Nadeel
- De overige ruimten zijn afhankelijk van de gemeten temperatuur in de referentieruimte.

## Weersafhankelijk regelen met ruimtetemperatuurcompensatie
In deze combinatie wordt de stooklijn gecorrigeerd met behulp van de gemeten ruimtetemperatuur in de referentieruimte. De stooklijn wordt omhoog geschoven (dus hogere cv-watertemperatuur) bij te lage ruimtetemperatuur en omlaag bij te hoge ruimtetemperatuur.
Voordeel
- De stooklijninstelling is minder kritisch.
- De overige ruimten zijn deels afhankelijk van de gemeten temperatuur in de referentieruimte, maar het verwarmingstoestel staat wel continu klaar om warmte te leveren (comfort).

Nadeel
- De overige ruimten zijn afhankelijk van de gemeten temperatuur in de referentieruimte.

## Modulerende regeling
De gewone kamerthermostaat schakelt het verwarmingstoestel aan en uit en heeft geen invloed op de ingestelde cv-watertemperatuur of het geleverde vermogen van het verwarmingstoestel. Echter, een modulerende regeling kan meestal een van beide, soms ook allebei. Modulerend aansturen kan met behulp van een analoog signaal (bijvoorbeeld 0–10V) of met behulp van digitale communicatie. (bijvoorbeeld via communicatie tussen de regelaar en het verwarmingstoestel via OpenTherm-protocol). Met behulp van digitale communicatie kan ook informatie uit het verwarmingstoestel  getoond worden (buitentemperatuur, warmwater gebruik, e.d.) en kan de regeling worden afgestemd op gegevens uit het verwarmingstoestel (bijvoorbeeld verloop van temperaturen in het cv-systeem).
Een modulerende regeling kan ruimtegeregeld zijn, maar ook weersafhankelijk.
Voordeel van modulerende ruimteregeling ten opzichte van aan/uit-ruimteregeling
- De gemiddelde cv-temperatuur is lager, waardoor men minder energieverliezen heeft.
- Hoger comfort door minder schommelende cv-watertemperatuur.
- Minder thermische stress in de cv-installatie

## Zoneregeling
Verschillende temperatuurzones in het huis zijn te creëren met behulp van een weersafhankelijke regelaar en naregeling. Een zoneregeling gaat verder. Om elke zone haar eigen programma te geven grijpt de zoneregeling in op de thermostatische radiatorafsluiters. Deze zijn voorzien van een eigen programma, of worden (draadloos) door een centrale zoneregelaar voorzien van een programma.
Het verwarmingstoestel maakt één cv-watertemperatuur voor alle zones. Deze cv-watertemperatuur is gebaseerd op een stooklijn.
Een goede zoneregelaar is in staat het verwarmingstoestel uit te schakelen wanneer geen van de zones warmte nodig heeft.

## Groepenregeling
Bij een groepenregeling krijgt elke groep haar eigen cv-watertemperatuur. Het verwarmingstoestel maakt cv-watertemperatuur voor de hoogst vragende groep. Bij groepen die een lage temperatuur nodig hebben wordt het water gemengd met het water dat retour komt uit de cv-groep.
Dit mengen gebeurt met behulp van een driewegregelklep en een pomp.
Wanneer bijvoorbeeld meerdere families één verwarmingstoestel delen wordt met behulp van groepen de cv-installatie gesplitst. Elke woning of deel van de woning krijgt zijn eigen groep en cv-regeling. Deze groepenregeling regelt de cv-watertemperatuur in de groep door de mengklep en het verwarmingstoestel aan te sturen.
Een goede groepenregeling stuurt het verwarmingstoestel modulerend aan.
Het aansturen van een groep gebeurt soms met een thermostatische regelklep en pomp (veelgebruikt bij vloerverwarming). Het aansturen van het verwarmingstoestel staat hier meestal los van. De groep is dus afhankelijk van de rest van het systeem.
Als men een woning heeft en die bijvoorbeeld wil gaan splitsen, tussen Beneden en Boven, dan kan dat door middel van zoneventielen, let echter wel dat er altijd een circuit open moet zijn voor de overdruk van de CV Ketel. Meestal wordt op deze zone de radiatoren in de drukste verkeersruimten aangesloten. Dus in principe worden 3 zones gemaakt. Deze zones zijn ieder door een willekeurige thermostaat aan te sturen.